# Benjamin Van Itterbeeck
Benjamin Van Itterbeeck est un ancien coureur cycliste belge, né le 16 avril 1964 à Heist-op-den-Berg.
Il devient professionnel en septembre 1986 et le reste jusqu'en 1995. Il obtient 21 victoires.
Après sa retraite de coureur professionnel, il continue à courir et devient en 1996 champion de Belgique sur route élites sans contrat.

## Palmarès et résultats

### Palmarès par année
- 1982
  - Champion du Brabant sur route juniors
- 1984
  - 9e étape du Tour du Chili
  - Tour du Brabant :
    - Classement général
    - Prologue (contre-la-montre par équipes)
- 1986
  - Bruxelles-Zepperen
  - Paris-Troyes
  - Circuit des régions flamandes
  - 7e étape du Ruban granitier breton (contre-la-montre)
  - 2eb étape du Tour du Hainaut occidental (contre-la-montre par équipes)
  - 2e du Tour des Flandres amateurs
  - 2e du Grand Prix Marcel Kint
- 1987
  - Grand Prix Betekom
  - Puivelde Koerse
  - 3e du Tour de Luxembourg
- 1988
  -  Champion de Belgique de poursuite
  - 2ea étape du Tour de la Communauté européenne (contre-la-montre par équipes)
  - Grand Prix Lanssens
  - 3e du Circuit Escaut-Durme
- 1989
  - 4e étape du Tour de la Communauté européenne
  - Prix national de clôture
  - 3e du Grand Prix Pino Cerami
- 1990
  - Circuit Mandel-Lys-Escaut
  - 3e du Trophée des grimpeurs
- 1991
  -  Champion de Belgique sur route
  - 3ea étape du Tour de Luxembourg
- 1992
  - 3e de la Nokere Koerse
- 1993
  - 10e étape du Tour DuPont
  - 3eb étape de la Route du Sud
  - Grand Prix Beeckman-De Caluwé
  - 9e de Paris-Roubaix
- 1996
  -  Champion de Belgique élites sans contrat
  - 2e étape du Tour de Namur
  - 3e du Tour de Namur
- 1997
  - 2e du championnat du Brabant sur route

## Résultats sur les grands tours

### Tour de France
1 participation
- 1991 : abandon (13e étape)